# 和歌山県立桐蔭中学校・高等学校
和歌山県立桐蔭中学校・高等学校（わかやまけんりつとういんちゅうがっこう・こうとうがっこう）は、和歌山県和歌山市吹上五丁目に所在する県立中高一貫校。

## 概要
旧制和歌山県立和歌山中学校・旧制和歌山県立和歌山高等女学校の流れを汲む。学区制撤廃が全国で最も早く行われ、本校の所在する和歌山市のみならず、有田市やかつらぎ町、湯浅町、御坊市といった遠方からの通学者も多い。スクールカラーには、臙脂色が使われている。
2001年度にスタートした講義体験事業である「桐蔭総合大学」は、全国の大学から教授、准教授など講師陣を招き、生徒の知的好奇心の喚起や将来の進路を考えるきっかけとすべく行われている。
2007年度より、和歌山県立桐蔭中学校（併設型中高一貫校）が新たに設立された。
近年ではキャリア教育に力を注いでおり、一般的な高等学校における総合的な学習の時間で、本校独自の教科「キャリア桐の葉」を行う。

## 校名
1948年5月10日の開校に際し、初代校長・松野三郎の命名によるもので、有名な漢詩である「少年易老学難成 一寸光陰不可軽 未覚池塘春草夢 階前梧葉已秋声」（少年老い易く学成り難し。一寸の光陰軽んずべからず。未だ覚めず池塘春草（ちとうしゅんそう）の夢。階前の梧葉（ごよう）已（すで）に秋声。）から、「桐のようにすくすくと真っすぐに育て」という願いと「寸刻を惜しんで勉強をせよ」という意味が込められている。
校名については新制高等学校発足時に和歌山市内の校長が案を出し合い、各校長がそれらから選び、松野校長は最後に「桐蔭」を選んだとされる。

## 校章

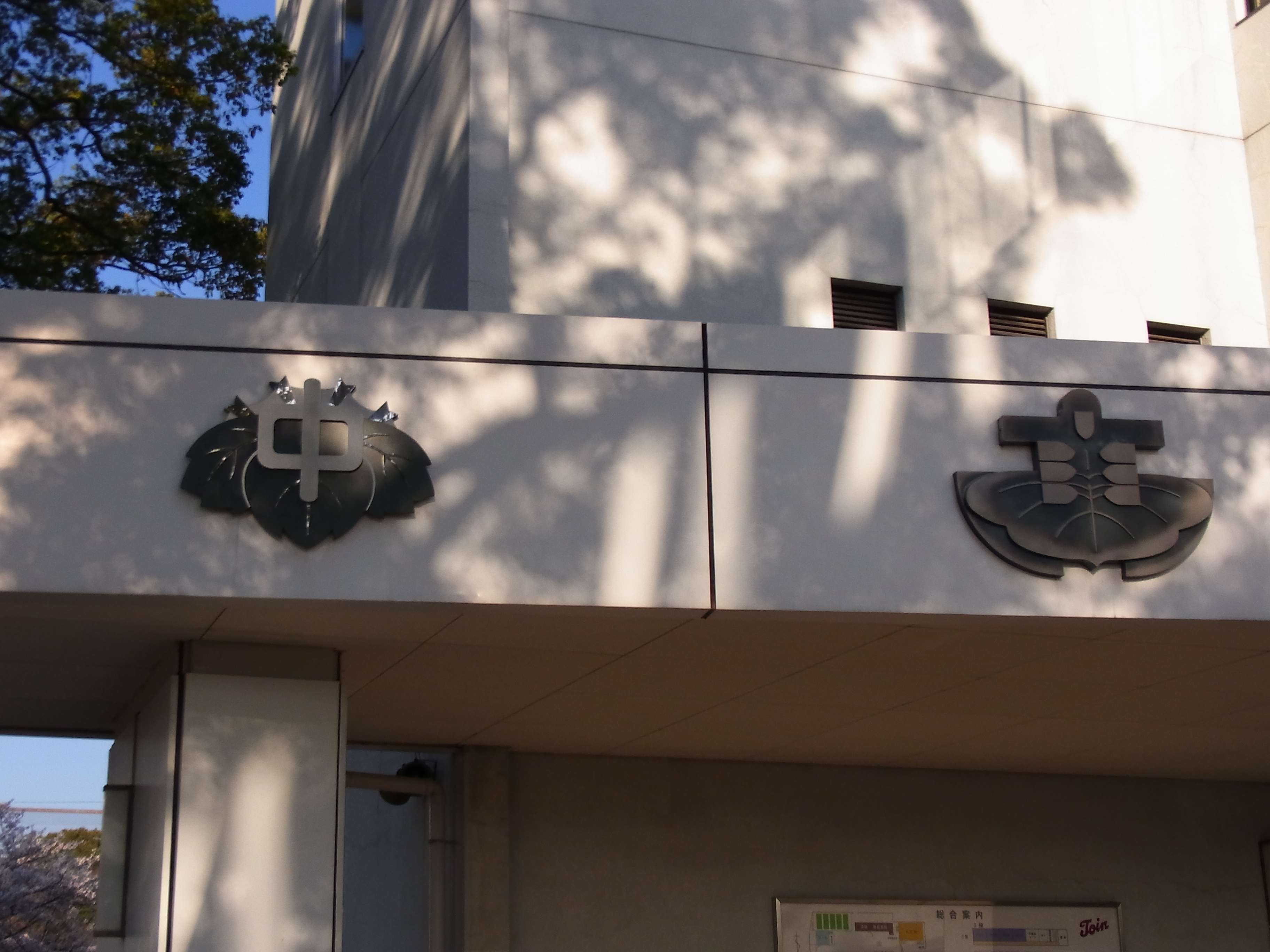
右が高等学校、左が中学校の校章

高等学校は桐の花に「高」の字を図案化したもの。美術教諭が考案した5種類の候補から教職員、生徒の投票によって決定した。
中学校は桐の葉3枚と白菊（旧制和歌山中学校章）に「中」の字を図案化したもの。美術教諭が考案した。

## 校歌
和歌山県立桐蔭中学校・高等学校校歌
1948年（昭和23年）5月、生徒、保護者、教職員から広く募集した100点余りの歌の中から、保護者である西川良三郎の歌詞が選ばれた。曲は音楽教諭の竹中重雄の作曲による。
和歌山県立和歌山中学校校歌
1919年（大正8年）3月、作曲斉藤佳三、作詞多紀仁之助教諭による、和歌山中学校校歌を選定。現在も記念式典等で歌われている。
桐蔭讃歌
1984年（昭和59年）6月、生徒会募集の愛唱歌が3年生・向田直の「桐蔭讃歌」に決定。卒業生の青木進が作曲し、第6回桐蔭音楽祭において、大阪フィルハーモニー交響楽団の伴奏で発表された。なお、現在は中学校の卒業式や式典の入退場曲の他、電話の保留音、中学校の下校チャイム等、幅広い場で使われている。
応援歌「北辰斜めに」
作詞は、岡武麿。アムール河の曲で、野球応援をはじめとする応援団の応援で用いられる。

## 沿革
- 1879年3月1日 - 和歌山県立和歌山中学校が開校する（現在の和歌山県立近代美術館・和歌山県立博物館付近）。
- 1889年3月17日 - 和歌山城西の丸跡に新築移転する。紀州藩最後の藩主徳川茂承侯爵が、和歌山城西の丸（書院、高御殿、能舞台などがあった）跡から砂の丸一帯を和中の校地として寄付、また建築費も負担し、鉄製の門と垣で囲まれたモダンで堂々たる新築校舎（講堂を含む）を建てた。
- 1914年4月 - 紀州藩の藩学校の流れを汲む徳義中学校を吸収。
- 1915年4月 - 現在地に移転する。当時の住所は和歌山市豊原町1丁目1番地。
- 1923年2月 - 皇太子（後の昭和天皇）が行啓。校内および展示物を見学。
- 1940年3月16日 - 端艇部（ボート部）部員が乗ったレース艇「光明」が和歌浦沖で練習中に強風のため転覆、8名のクルー全員が命を落とすという事故が発生する（和歌山中学漕艇部遭難事故）。
- 1941年 - 片男波公園に「八魂歌碑」が建立された。
- 1948年
  - 4月27日 - 学制改革により新制高等学校G校として旧和歌山県立和歌山高等女学校校舎に設置。全日制（普通課程・商業課程）・定時制・通信教育部をおく。
  - 5月10日 - 和歌山県立桐蔭高等学校として開校する。
- 1949年4月1日 - 旧制和歌山県立和歌山中学校校舎の一部を東校舎として使用する。
- 1951年4月1日 - 東校舎に移転。普通科のみの単一制高等学校として使用する。なお、これまで置かれていた商業科は和歌山県立和歌山商業高等学校として独立し、現在に至っている。
- 1954年4月1日 - 定時制が和歌山県立青陵高等学校として独立する。
- 1964年4月1日 - 通信制が和歌山県立通信制高等学校（現和歌山県立きのくに青雲高等学校）として独立する。
- 1991年4月1日 - 数理科学科を設置する。
- 1999年4月1日 - 総合人文科を設置する。
- 2003年4月1日 - 文部科学省スーパーサイエンスハイスクールの研究指定校に指定される（5年間）。
- 2007年4月6日 - 和歌山県立桐蔭中学校（併設型中高一貫校）が開校する。
- 2010年4月1日 - 総合人文科が募集停止する。
- 2013年4月1日 - 文部科学省の研究開発学校の指定を受ける。
- 2018年4月1日 - 3学期制になる。
- 2019年4月1日 - 数理科学科が募集停止。2019年度入学生より体操服のデザインが変更される。
- 2020年2月28日 - 新型コロナウイルス感染防止の観点から、開校以来初となる卒業式中止の措置をとり、授与のみ行う。
- 2021年3月1日 - 数理科学科の生徒全員が卒業したことにより、普通科のみの高校となった。

## 設置学科
- 普通科

中学校からの入学者である80名に、高校から入学の200名を合わせて、A組 - G組の7クラスで編成されている。
2018年度入学生までは、高校2年次で文系と理系に分かれていたが、2019年度入学生からは、1年生で文系、理系どちらでも対応可能な理文コース、文系に特化した文専コースに分かれるシステムに変わった。なお、2年進学時には理文コースは文系、理系の選択をすることとなる。
2014年度入学生から2018年度入学生までは、高校2年次より併設中学校からの入学者との混合クラスを編成していたが、2019年度入学生より、高校1年次からの混合したクラスが編成されるようになった。

## 教育方針

### 校訓
- 文武両道
- 改革と伝統

### 教育目標
- 豊かな人間性を備えた個人の育成
- 生徒の持つ能力の開発
- 健全な心身の育成
- 社会的連帯意識の確立
- 世界的視野と郷土愛をもった人間の育成

### 教育指針
- 自ら人生を切り拓く人を育てる
- 改革への情熱と伝統を重んじる心を育てる

## 生徒会活動・部活動など
いくつかの部が全国大会に出場している。

### 運動部
- 硬式野球部
- 軟式野球部
- 柔道部
- 水泳部
- 卓球部
- バスケットボール部 - 1955年に全国大会ベスト8
- 硬式テニス部 - 1897年創部
- ソフトテニス部
- 登山部

- 陸上競技部 - 2019年に桐蔭中が全中陸上女子リレーで中学日本新で優勝[1]
- サッカー部 - 1920年創部。選手権出場5回、インターハイ出場1回、過去に全国大会準優勝
- ボート部 - 1898年創部。過去に全国大会準優勝。男女とも何度も全国大会に出場している[2]
- 剣道部 - 1908年創部。
- バレーボール部
- ハンドボール部
- 体操部

#### 野球史
春夏とも和歌山県勢初の甲子園出場校かつ優勝校であり、史上初の夏2連覇を果たした学校でもある。夏は第1回大会から連続して地方大会に参加している皆勤校15校の1校でもあり、和歌山県では唯一の学校である。
野球が和歌山県に伝わったのは1897年9月で、青年教師の坂口昂と香川直勝が赴任した和歌山中で野球の指導を始めたのが最初とされる。選手たちは2人の行うノックを素手、素足で追いかけたり、慶應義塾大学の柳弥五郎とアメリカ人教師のアーサー・ヘールからバントやスライディングなどの基礎技術を学んだりした。
夏の第7回大会は北島好次を擁して初優勝を果たし、翌年夏の第8回大会にも主戦で4番の井口新次郎らの活躍で史上初の夏2連覇を果たした。また、第7回大会では全試合（4試合）16得点以上を記録し、75得点の大会最多得点、68点の得失点差の大会記録を記録した。
夏は出場20回のうち第1回大会から第14回大会まで14年連続出場、春は出場16回のうち第1回大会から第11回大会まで11年連続出場しており、夏は最多記録、春は岐阜県立岐阜商業高等学校の14大会連続出場（戦争による中断を挟むため14年ではない）に次ぐ記録となっている。なお、春16回目の出場は21世紀枠である。
大会会場が阪神甲子園球場ではなかった夏の第1回大会 - 第2回大会（豊中グラウンド）、夏の第3回大会 - 第9回大会（鳴尾球場）、春の第1回大会（山本球場）、夏の第28回大会（阪急西宮球場）に出場しており、5球場全てを経験している全国で唯一の学校でもある。
通算成績
- 選抜高等学校野球大会 出場16回 優勝1回・準優勝1回
- 全国高等学校野球選手権大会 出場20回 優勝2回・準優勝3回

### 文化部
- 茶道部
- 音楽部 - 声楽アンサンブルコンテスト全国大会に出場[5]
- 家庭部
- 美術部
- 園芸部
- 科学部 - 缶サット甲子園（2010年・2018年優勝[6]）、Google Science Jam2015 JAXA審査員賞、2019年にWROの世界大会出場[7]
- 創作部俳句班 - 2017年の全国高校俳句選手権大会で優秀賞[8]
- 創作部創作班
- 演劇部

- 吹奏楽部
- 書道部
- 社会部
- 華道部
- ESS
- 囲碁将棋部
- 写真部
- 箏曲部
- 小倉百人一首部

### 生徒会
- 生徒会執行部

高校は、選挙で選ばれた会長1名、副会長1名と役員からで構成されるのに対し、中学校は選挙で選ばれた会長1名、副会長2名、書記1名からで構成されている。年に数回、中高での交流がある。なお、任期は旧2学期制を踏襲し、前期（4月 - 9月）、後期（10月 - 3月）となっている。

### 外局
- 応援団（チアリーディングを含む）
- 放送局 - 2019年のNHK杯全国高校放送コンテスト創作ラジオドラマ部門で優秀賞[9]。全国大会には何度も出場している。

### 専門部
- 出版局
- 図書局

## 学校行事
- 4月、入学式、新入生歓迎会
- 5月、遠足
- 7月、水泳大会、芸術鑑賞会、教育講演会
- 9月、桐蔭祭（文化祭および体育大会）
- 12月、桐蔭展
- 1月、大学入学共通テスト、中学入選（適性検査）
- 2月、校内マラソン大会、校内研究演奏発表会
- 3月、卒業式、高校入試、修学旅行（沖縄）、桐蔭総合大学

## 学校生活

### 授業
これまで、65分授業を展開してきたが、2018年より50分授業を開始。7限授業を週4日と、6限授業を週1日実施している。また、教員の間でも、桐蔭FD会議で積極的な意見交換が行われている。3学期制がとられるようになり、1学期および2学期は中間考査が1回、期末考査が1回、3学期は学年末考査のみの実施となった。

### 制服
男子の制服は、冬は組章・校章を付けたバッジを首元に付けた黒の詰め襟。ボタンには、金色で校章があしらわれている。夏は白のカッターシャツ。組章および校章を胸元に付ける。
女子の制服は、冬は紺地のセーラー服に後ろに青色のラインが3本、リボンは青色のものを着けることになっている。夏は白地のセーラー服で、冬と全く同じデザイン。組章および校章を胸元に付ける。
制服を除いて、細かな服装規定は特になく、年に数回、教職員による身だしなみの確認が行われる。なお、染髪やピアスは禁じられているものの、頭髪検査や地毛登録などはない。
2024年度から学生服に男女共通のブレザーが導入された、学ラン、セーラー、ブレザーの中から選択する形となっている。

## 施設・設備

### 校舎
- 第1棟（3階建て）
- 第2棟（3階建て）
- 第3棟（3階建て） - 中学校校舎（2階、3階）
- 生徒会館（2階建て） - 第3棟と連結※

3つの校舎があり、全ての校舎が平行に建っている。1階部分の中央廊下は第1 - 3棟 - 体育館に、2階部分の渡り廊下は第1 - 3棟 - 体育館に架かっている。普通教室の多くは2棟にあり、エアコンが全ての教室に設置されている。
※生徒会館は第3棟と連結しているため第3棟に含む。

### 体育館

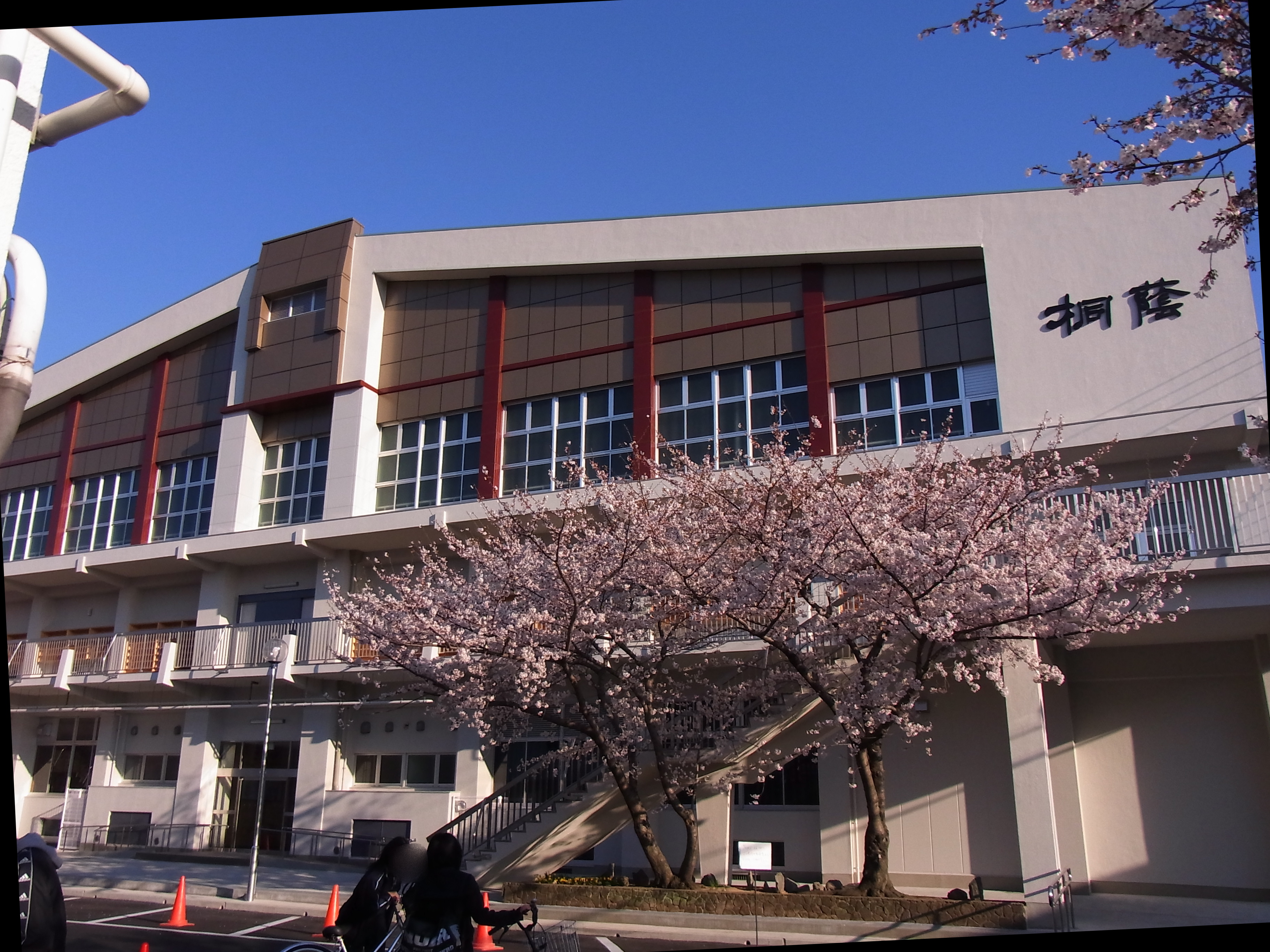
改修後の体育館（2010年4月）

体育館は2階建てで、1階は武道館（柔道場・剣道場）・卓球場・体育教官室、2階は全校集会や体育の授業で使用される一般的でいう体育館である。第3棟と体育館の1階部分に中央廊下が、第3棟と体育館の2階部分に渡り廊下がそれぞれ架かっているため、移動が便利なのが特徴である。2010年8月1日から老朽化による大規模な改修工事が行われ、2011年3月末に完了した。

### 生徒会館
同窓会の記念に建造された生徒会館。1階に生徒ホール（学生食堂）、2階に図書館がある。第3棟と連結した造りになっている。図書館の蔵書冊数は40,000冊。この他、図書閲覧席が92席、コンピュータ席10席（8台）となっており、自習スペースが完備されている。
1942年に当時駐米大使だった野村吉三郎の母校訪問があり、ウェヴスター英英大辞典が寄贈された。日本で唯一現存するものとされる、この版の大辞典は現在も書庫で保管されている。

### 同窓会館
国登録有形文化財である。元来は図書館であり、1929年に開校50周年記念事業として保護者の寄付金で建設された。鉄筋コンクリート造、平屋建て、平面の陸（ろく）屋根のモダンな意匠の近代建築で、1978年に同窓会館として改修されたが、旧閲覧室部の外観はよく残されている。部活動や会議など多目的に使用されている

### グラウンド
国登録有形文化財であるスタンドを設置している。運動場スタンドは、1922年に同校野球部が全国中等学校優勝野球大会（現全国高校野球選手権大会）で2年連続優勝を果たした直後、県や市、有志からの寄付によって建設されたコンクリート製の観客席。皇太子時代の昭和天皇が本校に行啓した際、スタンドのある運動場にて、和中現役対OBの野球試合を観覧したという記録が残っている。なお、皇太子が野球を観覧したのは、この時が初めてである。紀三井寺運動公園野球場が開かれる前は本校と和歌山県営向ノ芝野球場で全国高等学校野球選手権和歌山大会が開かれた。

## 和歌山県立桐蔭中学校

### 概要
和歌山県立向陽中学校、和歌山県立古佐田丘中学校、和歌山県立田辺中学校に次ぐ県内4番目の併設型中高一貫校として、2007年4月6日に開校。開校式及び第1回入学式が行われた。
なお、本校を卒業後は和歌山県立桐蔭高等学校へ進学する。校歌は高校開校時に制定されたものを使用している。校長は高校との兼任であるが、教頭は高校とは別に配置されている。
2018年度入学生までは、高校2年次で高校からの進学者と混合クラスが編成されていたが，2019年度より、高校1年次より高校からの進学者と混合クラスが編成されることになった。
キャリア教育に力を注ぎ、キャリア桐の葉やキュリオという特色ある授業が展開されている。また、「桐蔭キュリオ」といった教科が存在し、キュリオ国際、キュリオ表現、キュリオ科学に分かれて講義が行われている。
なお、和歌山県立向陽中学校等、他の県立中学校との交流は一部の部活動を除いて行われていない。

### 学校行事
中学生だけの行事は、年2回のスポーツ大会のみであり、比較的少ない傾向にある。
- 4月 - 加太合宿（中1）、新入生歓迎会
- 5月 - 修学旅行（中3）
- 7月 - 芸術鑑賞会
- 9月 - 桐蔭祭
- 11月 - 京大訪問（中2）、職場体験学習（中3）
- 1月 - 適性検査
- 3月 - 桐蔭キュリオ・桐の葉発表会

### 中学入試
5校ある和歌山県立中学校のうちの1校であり、他校と同じく、毎年1月の第4土・日曜日頃に、適性検査と面接を用いた入試形態をとっている。初年度の2007年度には、定員80人に対して621人が出願し倍率は7.76倍であった。2008年度は542人の出願があり倍率6.78倍と県立中学校の中で最も高かった。2020年度は、募集定員80人に対し、出願者が300人、出願倍率が3.75倍となり、県立中学校の中では最も高かった。近年、入学者には得点開示が行われるようになった。

### 制服
制服は高校のものとは異なっていて、男子はグレーのカッターシャツに詰め襟。ボタンは黒字に臙脂色で校章があしらわれたデザイン。女子は夏は白のセーラー服で、襟に臙脂色の斜めのラインが3本、後ろには右側、前には左側についており、リボンも臙脂色のものを着けることになっている。冬は紺のセーラー服で、ラインやリボンは夏のものと全く同じである。また、校内では名札を付けることを必須としており、個人情報保護の観点から、下校時にHR教室で外して帰ることになっている。なお、体操着も高校とは違うデザインとなっており、ジャージは首もとが赤、他が黒字で、胸に、金色、白色、赤色等で「桐蔭」、腕に自分の名字が刺繍されている。他に、スクールバッグが用意されており、濃紺字に、中央に筆記体でToinと臙脂色で記されている。

### 施設・設備
他の県立中学校と異なり、本校設置のために校舎が新しく築造された。県立中学校の中では比較的遅い開校であり、万全を期して開校の日を迎えた。なお、開校当時は洗面所が不足していたため、新たに窓側に増設された。また、各教室にエアコンが完備されている。中学校の職員室及び学級などがあるのは3棟である。しかし、音楽、美術などの教科では1棟や2棟にいく機会も多い。これは、高校の教諭が、実技教科を担当するためである。

## 著名な出身者

### 学者
- 南方熊楠 - 博物学者、菌類学者、民俗学者、中退
- 小川琢治 - 地球科学者、帝国学士院会員
- 古畑種基 - 東京大学医学部名誉教授（法医学）。ABO血液型遺伝法則の発見者。
- 高橋克己 - 農学者、ビタミンAの抽出・分離に成功。
- 柳瀬良幹 - 東北大学名誉教授（行政法）、日本学士院会員
- 神野志隆光 - 東京大学大学院総合文化研究科教授（日本文学）
- 井上正仁 - 東京大学名誉教授（刑事訴訟法）
- 根岸佶 - 一橋大学名誉教授、日本学士院賞受賞
- 竹中平蔵 - 慶應義塾大学名誉教授、元参議院議員、元総務大臣、パソナ会長
- 大林辰蔵 - 東京大学名誉教授（宇宙物理学）
- 宮本勝浩 - 大阪府立大学名誉教授
- 山本博資 - 東京大学名誉教授（情報工学）

### 軍人
- 野村吉三郎 - 海軍大将、外交官、政治家
- 寺島健 - 海軍中将、政治家
- 稲垣生起 - 海軍中将、海軍大学校長
- 林義秀 - 陸軍中将
- 西浦進 - 陸軍大佐、東條英機首相秘書官

### 政官界
- 下村宏 - ポツダム宣言時内閣情報局総裁、第3代日本放送協会会長
- 青木得三 - 大蔵省主税局長、中央大学商学部・経済学部長。新潟中学校へ転出
- 井口貞夫 - 外交官、外務事務次官、駐米大使
- 久保田貫一郎 - 外交官、日韓会談日本側首席代表、カンボジア国最高顧問
- 湯川宏 - 元衆議院議員
- 中西啓介 - 元衆議院議員、元防衛庁長官
- 尾崎吉弘 - 第22代和歌山市長
- 谷口博昭 - 国土交通事務次官
- 仁坂吉伸 - 第55代和歌山県知事、元通産・経産官僚
- 岸本周平 - 第56代和歌山県知事、元衆議院議員、元財務官僚
- 宮﨑泉 - 第57代和歌山県知事
- 足立敏之 - 参議院議員、元国土交通技監
- 伊藤明子 - 消費者庁長官、元国土交通省住宅局長
- 小笠原道生 - 文部官僚。旧制和歌山中学時代に第1回夏の甲子園野球大会、第2回同大会出場
- 筒井竹雄 - 陸上幕僚長（陸将）、朝鮮総督府出身

### 実業界
- 榎本隆一郎 - 元日本瓦斯化学社長、海軍中将
- 津村秀松 - 元大阪鐵工所（現日立造船）会長、元神戸高等商業学校（現神戸大学）教授
- 梶川茂司 - 元東芝ソリューション社長

### 文化
- 杉村楚人冠 - 新聞記者、随筆家、俳人、中退
- 有吉佐和子 - 小説家、東京市立第四高女から疎開で和歌山高女に編入、のちに東京中野の光塩高女へ転出
- 津本陽 - 小説家
- 山名文夫 - グラフィックデザイナー
- ヘンリー・ユズル・スギモト - 画家
- 坂井希久子 - 小説家
- 黒沢良 - 声優、ナレーター
- 澤和樹 - ヴァイオリニスト、第10代東京藝術大学学長
- 湯川哲生 - テレビユー山形取締役相談役、元同社代表取締役社長
- 青木進 - 作曲家
- 小堀邦夫 - 神社本庁参与、伊勢神宮禰宜、元靖国神社宮司
- 岡本高英 - 俳優、演出家
- 山田みゆき - テレビ和歌山アナウンサー
- 武田涼介 - NHKシニアアナウンサー、後に京都府立山城高等学校へ転出
- 玉置佑規 - 東北放送アナウンサー
- 清水理子 - アイドル（虹のコンキスタドール）
- 西中千人 - ガラス造形作家

### スポーツ
- 納家米吉 - 元プロ野球選手、中退
- 井口新次郎 - 元野球選手、野球殿堂
- 西田修平 - ロス・ベルリンオリンピック棒高跳銀メダリスト
- 田川弘 - 元プロ野球選手
- 小川正太郎 - 元野球選手、野球殿堂
- 島本義文 - 元プロ野球選手
- 山下好一 - 元プロ野球選手
- 宇野光雄 - 元プロ野球選手・監督
- 西本幸雄 - 元プロ野球選手・コーチ・監督、野球解説者・評論家、野球殿堂
- 大崎欣一 - 元プロ野球選手
- 和中道男 - 元プロ野球選手
- 西村修 - 元プロ野球選手
- 竹中雅彦 - 元日本高等学校野球連盟事務局長

## アクセス
- 和歌山バス「小松原五丁目」停留所 徒歩5分

## 学校周辺
本校は、和歌山城の南部、吹上地区に位置する。付近には和歌山西警察署があり治安が良好であり、閑静な高級住宅街の一角に位置し、和歌山県立博物館、和歌山県立近代美術館、和歌山県民文化会館などが近い文教地区に構える。なお、医療においても、日本赤十字社和歌山医療センターや和歌山市保健所が徒歩圏にある。徳川吉宗や陸奥宗光をはじめとする県内の偉人が多く誕生した土地である他、由緒正しき寺院が多い。
付近の高校には、和歌山県立きのくに青雲高等学校が隣接するものの、本校との間で交流は一切なく、きのくに青雲生が一部、本校の施設や設備を共有する形式をとっている。